# Silent Circle
Silent Circle är ett tyskt Eurodiscoband grundat 1985. Bland deras låtar märks "Stop the Rain in the Night", "Touch in the Night", "Love is Just a Word" och "Time for Love".

## Diskografi
Studioalbum
- 1986 – No. 1
- 1994 – Back!
- 2018 – Chapter Euro Dance